# Шрифт Муна
Шрифт Муна (англ. The Moon System of Embossed Reading) — шрифт для слепых, в котором используются упрощенные рельефные латинские буквы. Сторонники этой системы утверждают, что она проще в понимании, чем шрифт Брайля. Азбука Муна используется в основном людьми, потерявшими зрение в зрелом возрасте, и уже знающими форму букв.

## История
Шрифт Муна был разработан английским доктором Уильямом Муном (1818—1894), жившим в Брайтоне (Восточный Сассекс). После перенесенной в возрасте 21 года скарлатины он потерял зрение и, как многие люди, ослепшие во взрослом возрасте, считал шрифт Брайля неудобным.
Мун впервые сформулировал идею создания новой письменности в 1843 году, а в 1845 им была опубликована первая принципиальная схема шрифта.

## Принципы
В отличие от состоящего из точек шрифта Брайля, шрифт Муна состоит из кривых, углов и линий. Полный алфавит содержит только девять символов в различной ориентации. В более продвинутых вариантах шрифта Муна знаки могут соответствовать как отдельным звукам, так и частям слов, целым словам и цифрам. На странице формата А4 помещается около семисот символов.
Поскольку подготовка текста шрифтом Муна является достаточно трудоёмкой, в настоящее время он менее популярен, чем шрифт Брайля. Сейчас им пользуется около четырёхсот человек, большинство из которых проживает на территории Великобритании. Он также преподаётся в некоторых учебных заведениях Голландии и Германии.
Литература, написанная шрифтом Муна, за пределами Англии практически недоступна.

## Цифры
| Start |
| 1     |
| 2     |
| 3     |
| 4     |
| 5     |
| 6     |
| 7     |
| 8     |
| 9     |
| 0     |